# Oskar Zallhagen
Edvin Oskar Heribert Zallhagen, ursprungligen Andersson, född 25 januari 1893 i Kungsholms församling i Stockholm, död 20 augusti 1971 i Västerleds församling i Stockholm, var en av Sveriges främsta diskuskastare i början av 1900-talet. Han tävlade först för Westermalms IF och fr.o.m. 1916 för Kronobergs IK. Han bytte namn till Zallhagen inför 1916 års säsong.

## Främsta meriter
Zallhagen deltog i OS 1920 i Antwerpen där han blev fyra i diskuskastning (bästa hand). Han vann tio svenska mästerskap i rad i diskuskastning (sammanlagt) och hade det svenska rekordet i diskuskastning (bästa hand) från 1913 till 1930 och i diskuskastning (sammanlagt) från 1917 till 1925.

## Karriär
Den 14 september 1913 slog Zallhagen (då ännu med namnet Andersson) Gunnar Nilssons svenska rekord i diskus (bästa hand) från året innan (43,70) tack vare resultatet 43,86. Han vann även sitt första svenska mästerskap detta år, i diskus (sammanlagt) med 76,05.
Under de kommande åren (fram t.o.m. 1922) kom han att vinna SM varje år i diskus (sammanlagt) - SM-titel utdelades under denna period inte i bästa-hands-varianten. Resultaten vid dessa nio tävlingar var 75,79, 76,06, 77,77, 79,22, 79,04, 75,91, 77,48, 79,37, samt 80,31.
Han var även Sverige-etta (bästa hand) under åren 1913-1922.
Han förbättrade den 24 september 1916 sitt eget svenska rekord från 1913 till 45,77. Detta slogs först 1930 av den blivande världsrekordhållaren Harald Andersson.
1917 slog Zallhagen Emil Magnussons svenska rekord från 1913 i diskus (sammanlagt) (82,44) med resultatet 83,46. Detta stod sig tills Allan Eriksson slog det 1925 (84,50).
1920 deltog han i OS i Antwerpen. Han blev här fyra i diskuskastning (bästa hand) med resultatet 41,07.

## Allmänt
Zallhagen blev retroaktivt Stor Grabb nummer 27 år 1928.
Han är gravsatt på Norra begravningsplatsen i Solna.